# Niechodzin
Niechodzin – wieś sołecka w Polsce, położona w województwie mazowieckim, w powiecie ciechanowskim, w gminie Ciechanów. 
1 stycznia 1973 (82,64 ha) i 1 sierpnia 1977 (236,92 ha) część wsi włączono do Ciechanowa.
| SIMC    | Nazwa              | Rodzaj    |
| ------- | ------------------ | --------- |
| 0112638 | Pieńki Niechodzkie | część wsi |

W latach 1975–1998 wieś administracyjnie należała do województwa ciechanowskiego. Wschodnia część wsi leży obecnie w granicach Ciechanowa.